# Juan Pablo Carreño
Pour les articles homonymes, voir Juan Pablo Carreño (homonymie) et Carreño (homonymie).
Juan Pablo Carreño, né le 10 janvier 1978 à Bucaramanga, est un compositeur colombien, cofondateur de l’orchestre Le Balcon, qui fut l'élève de Gérard Pesson. Il est pensionnaire à la Villa Médicis d’octobre 2011 à mars 2013.

## Biographie
Juan Pablo Carreño étudie à l’université pontificale Javeriana de Bogota, à l’université internationale de Floride puis au Conservatoire national supérieur de musique de Paris, notamment auprès de Gérard Pesson, Claude Ledoux, Michaël Levinas et Luis Naón. Au Centre Acanthes, en 2008, il suit également les cours de composition de Salvatore Sciarrino.
Encore étudiant au Conservatoire de Paris, il fonde l’orchestre Le Balcon (nommé d’après la pièce de Jean Genet), conjointement avec le chef d’orchestre Maxime Pascal, les compositeurs Pedro Garcia-Velasquez et Mathieu Costecalde, le pianiste Alphonse Cemin et l’ingénieur du son Florent Derex. La particularité de cet orchestre à géométrie variable, jouant tous les répertoires, est de faire appel aux techniques de sonorisation. Il y a dans la charte qui unit les membres du Balcon des préoccupations communes, notamment la relation entre la sonorisation et une conception radicale du spectacle musical. En collaboration avec l’artiste colombien Nieto, Juan Pablo Carreño y conçoit son opéra-vidéo Garras de oro, Self-fiction III, 2013, à partir d’un film muet colombien des années 1920, censuré et disparu pendant plusieurs années : Garras de oro.
Travaillant sur le dédoublement du phénomène sonore, Juan Pablo Carreño conçoit une musique qu’il appelle disjonctive, mettant en relation une source acoustique et son double amplifié (Punto muerto, 2010). Il compose de la musique de chambre (Négatifs, negativo sobre negativo, 2007), de la musique pour ensemble (Auca, I. Plegaria, pour 15 musiciens, 2014, à la mémoire du compositeur colombien Luis-Fernando Rizo-Salom), pour la danse (Sacre#197, musique pour le spectacle homonyme de la chorégraphe Dominique Brun,,,), ainsi que de la musique vocale, dont La digitale, 2015, opéra de chambre pour 8 chanteurs et ensemble en un prologue, huit scènes et un épilogue (commande de l’Opéra de Marseille, de la Fondation musicale Ernst von siemens et de l'ensemble Musicatreize), sur les effets de l’empoisonnement par digitoxine, dans laquelle il fait chanter la langue française avec fantaisie et virtuosité.
Il crée en octobre 2019 à la Cathédrale Primada de Colombie son œuvre Une messe, 2019, pour grand orchestre, chœurs et solistes, basé sur des témoignages de victimes de la violence récente en Colombie en dialogue avec le texte Officium Passionis Domini de saint François d'Assise, les textes de la messe du dimanche de Pâques et des textes de deux des plus grands penseurs colombiens du siècle dernier: le philosophe Nicolás Gómez Dávila et l'écrivain Fernando González Ochoa,,.
Pensionnaire à l’Académie de France à Rome (Villa Médicis) entre les années 2011-2013,,, il a également été sélectionné à New York pour travailler en 2012 comme artiste en résidence de l’International Contemporary Ensemble dans le programme ICELab.